# Indigofera procumbens
Indigofera procumbens är en ärtväxtart som beskrevs av Carl von Linné. Indigofera procumbens ingår i släktet indigosläktet, och familjen ärtväxter. Inga underarter finns listade i Catalogue of Life.

## Bildgalleri

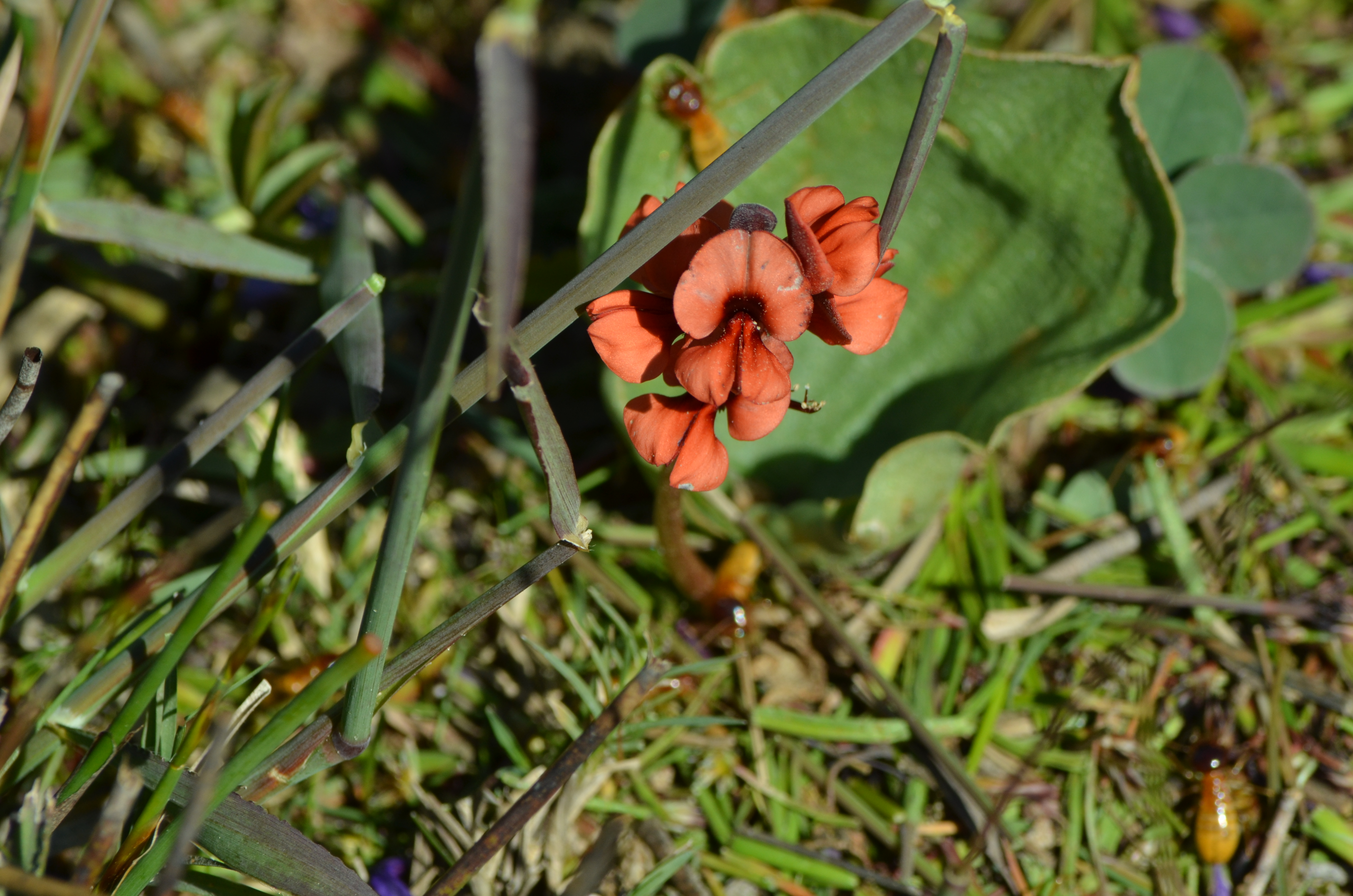